# 슈바인스브라텐

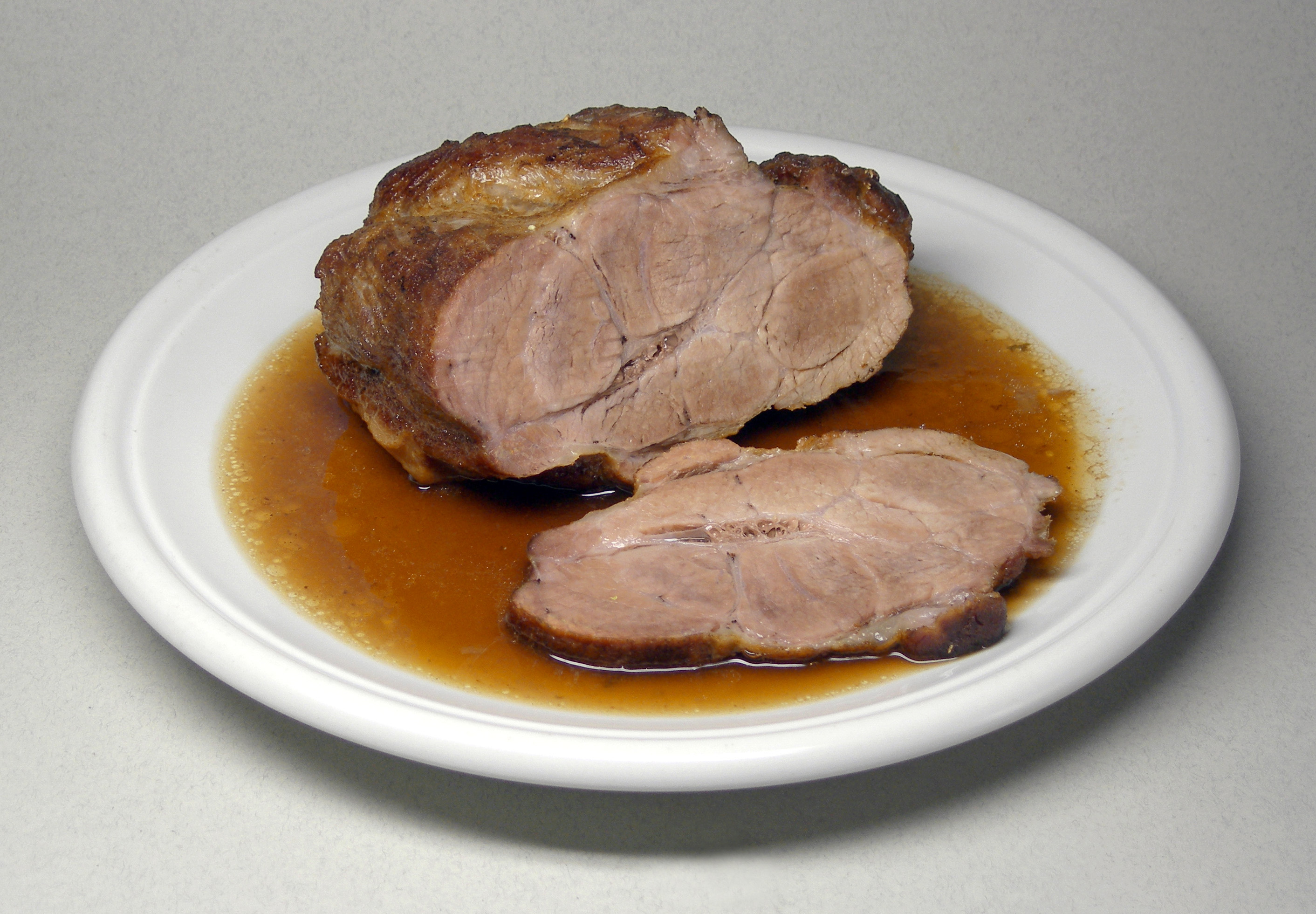
바이에른 스타일의 슈바인스브라텐

슈바인스브라텐(독일어: Schweinsbraten) 또는 슈바이네브라텐(독일어: Schweinebraten)은 돼지고기 목살 또는 등심 등의 부위를 통째로 양념과 야채와 함께 오븐에서 쪄 익히는 요리로, 독일의 전통 로스트 요리이다.